# Выродившаяся комета

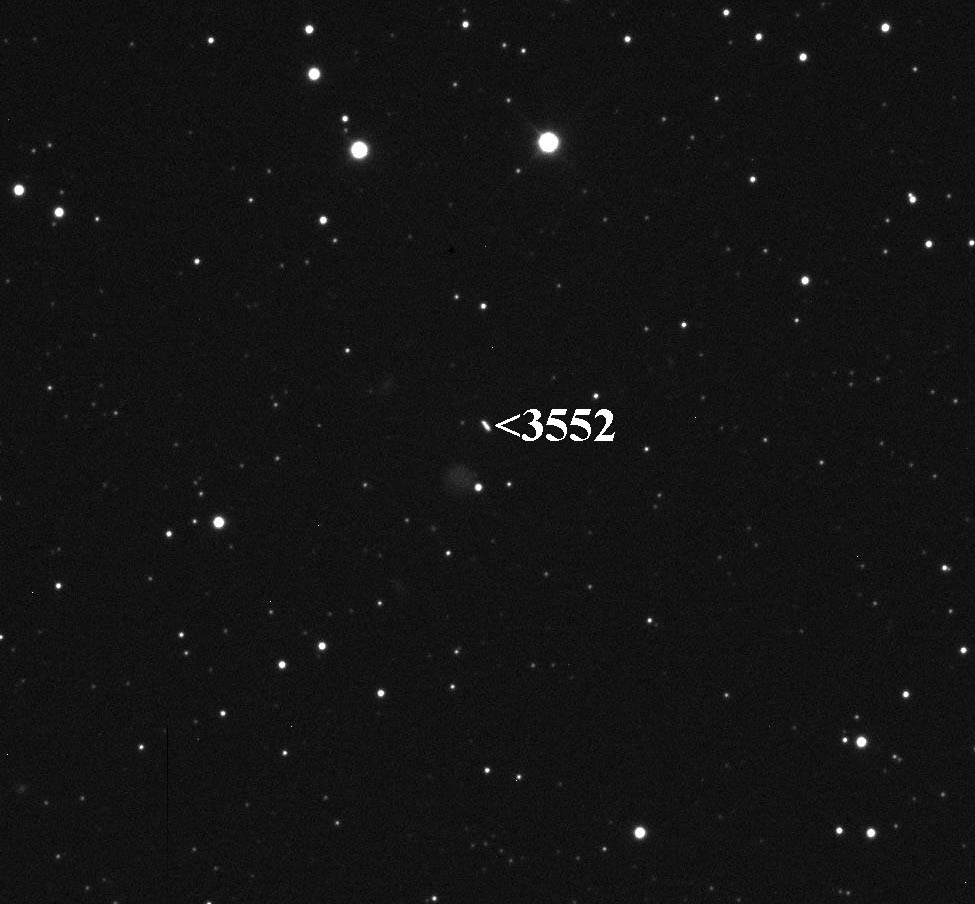
Астероид (3552) Дон Кихот (15 ^{m}) вблизи перигелия в 2009 году

Выродившаяся комета — это комета, которая потеряла большую часть своих летучих веществ и поэтому при приближении к Солнцу уже не образующая хвост или кому. Все летучие вещества уже испарились с ядра кометы, а оставшиеся породы состоят в основном из относительно тяжёлых нелетучих элементов, сходных с теми, которые распространены на поверхности астероидов. Выродившиеся кометы представляют собой небольшие тёмные небесные тела, которые очень трудно обнаружить даже в самые сильные телескопы.

## Природа выродившихся комет

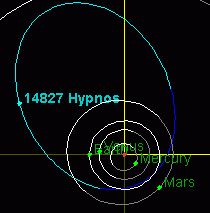
Большой эксцентриситет (0,66) астероида (14827) Гипнос указывает на его возможно кометное происхождение

Чтобы комета превратилась в выродившуюся, ей совсем не обязательно терять все свои летучие вещества: достаточно лишь, чтобы они оказались запечатанными под слоем осадочных нелетучих соединений. Такие слои могут образовываться, если в составе поверхности кометы есть нелетучие соединения. Когда газы и другие летучие вещества испаряются, нелетучие соединения осаждаются вниз и, накапливаясь, образуют корку толщиной в несколько сантиметров, которая, в конце концов, полностью перекрывает доступ солнечной энергии в глубинные слои. В результате солнечное тепло уже не может пробиться сквозь эту корку и нагреть их до температуры, при которой они начали бы испаряться, — комета превращается в выродившуюся. Такие типы комет ещё иногда называют скрытыми или спящими. Примером такого тела может являться астероид (14827) Гипнос.
Термин спящая комета также используется для описания неактивных комет, которые могут стать активными, если окажутся достаточно близко к Солнцу. Например, при прохождении перигелия в 2008 году значительно активизировалась кометная активность астероида (52872) Окироя. А астероид (60558) Эхекл, после того как у него было зафиксировано появление комы, получил ещё и кометное обозначение 174P/Echeclus.

## Различия между кометами и астероидами
Когда астероиды и кометы были выделены в два различных класса, долгое время не были сформулированы основные отличия этих классов друг от друга. Разрешить этот вопрос удалось лишь в 2006 году на 26-й генеральной ассамблее в Праге. Основным отличием между астероидом и кометой было признано то, что комета в процессе приближения к Солнцу формирует вокруг себя кому из-за сублимации льда вблизи поверхности под действием солнечного излучения, астероид же комы никогда не образует. В результате некоторые объекты получили сразу два обозначения, поскольку сначала они были классифицированы как астероиды, но потом, при обнаружении у них кометной активности, получили ещё и кометное обозначение. Ещё одно различие состоит в том, что кометы, как правило, имеют более вытянутые орбиты, чем большинство астероидов, — следовательно, «астероиды» с большим эксцентриситетом орбит, скорее всего, являются ядрами выродившихся комет. Другой важный показатель — близость орбиты к Солнцу: предполагается, что большинство объектов, движущихся по близким к Солнцу орбитам, также являются выродившимися кометами. Примерно 6 % всех сближающихся с Землёй астероидов являются выродившимися кометами, которые уже полностью истощили свои запасы летучих веществ. Вполне возможно, что все кометы рано или поздно теряют все свои летучие вещества и превращаются в астероиды.

## Возможные кандидаты
- (2101) Адонис
- (3200) Фаэтон[7][8]
- (3552) Дон Кихот[7]
- (137924) 2000 BD19
- P/2007 R5 (SOHO)[5]
- (14827) Гипнос[3]
- (196256) 2003 EH1
- 2015 TB145